# 朱秉檄
郃陽安僖王朱秉檄（1484年9月12日—1509年1月16日），明朝秦藩第四代郃陽王，郃陽悼安王朱誠澮的嫡長子，母妃馮氏。

## 生平
成化二十年八月二十三日（1484年9月12日）生。弘治七年六月二十二日（1494年7月24日），封輔國將軍。
弘治十二年（1499年），郃陽悼安王朱誠澮尚未接受冊命即去世。正德三年十二月十八日（1509年1月8日），朱秉檄因向劉瑾行賄，獲准襲封郃陽王。但又尚未接受冊命，即於二十六日（1月16日）去世，享年二十五歲。其後，追封郃陽王，賜諡安僖。明武宗命依照郡王之禮下葬。
因郃陽悼安王朱誠澮襲爵為出於一時特恩的兄終弟及，郃陽王的封爵被廢除。正德四年（1509年）九月，其堂弟朱秉橘受命奉祀郃陽王，管理府事。

## 家庭

### 妻
- 劉氏（1488年－1539年），咸寧縣人，東城兵馬副指揮劉瓚之女，正德九年（1514年）封郃陽王妃，生霑益縣主。

### 女
- 霑益縣主，儀賓辛大賓。[6]

## 墓葬
正德五年七月十九日（1510年8月23日），朱秉檄葬於陝西西安府咸寧縣韋曲里洪固鄉之原（今陝西省西安市雁塔区长延堡街道瓦胡同村西安市财政干部教育培训中心）。嘉靖二十二年十二月二十七日（1544年1月21日），其妃劉氏開壙合葬。1997年2月至5月，西安市文物保护考古所为配合培训中心的基本建設，對二人的合葬墓進行了發掘。

[誌蓋]

大朙郃陽安僖王壙誌

[誌文]

大明郃陽安僖王壙誌文

　　王諱秉檄，郃陽悼安王之嫡長子也。母妃馮氏。

　　成化二十年八月二十三日生。弘治七年六月

　　二十二日，授封輔國將軍。正德三年十二月十

　　八日，

准襲郃陽王，夫人劉氏進封為妃。方將遣使

勑節授

冊，以疾薨于正德三年十二月二十六日，享年二十

　　有五。上

聞訃，朝，追謚

冊印，封為郃陽王。遣陝西承宣布政使司叅政倪

　　諭祭祀。

欽賜銘旌，謚曰安僖，特　　命有司致葬如制。

太皇太后、太后及在京文武官皆致祭焉。以正德五

　　年七月十九日，葬于咸寧縣韋曲里洪固鄉

　祖塋之傍。王嫡生二女，奏

請，尚幼，未授封。嗚呼！王以宗室之親，享有榮貴。夫何

　　一疾，遂至不起，豈非命耶？爰述其㮣，納諸幽壙，

　　用垂不朽云。